# The Girl from 10th Avenue
The Girl from 10th Avenue (en España y Argentina conocida como La chica de la Décima Avenida; en México, como No cedo a mi marido) es una película dramática estadounidense de 1935 dirigida por Alfred E. Green. El guion de Charles Kenyon se basa en la obra de teatro Outcast de 1914 escrita por Hubert Henry Davies. La película se estrenó en el Reino Unido como Men on Her Mind.

## Argumento
Geoffrey Sherwood (Ian Hunter) es un abogado socialmente bien situado al que su novia, Valentine French (Katharine Alexander), ha plantado —a la puerta de la iglesia— por un pretendiente más rico, John Marland (Colin Clive). Se queda mirando la boda fuera de la iglesia. Ebrio, comienza a ser cada vez más molesto y ruidoso hasta llamar la tención no sólo de dos policías locales sino también de Miriam Brady (Bette Davis), una dependienta, en su hora del almuerzo, que lo arrastra hasta un café para evitar que lo arresten. Allí se encuentran con Hugh Brown (John Eldredge) y Tony Hewlitt (Phillip Reed), dos amigos de Geoffrey que ofrecen 100 dólares a Miriam para que lo vigile y lo mantenga alejado de situaciones complicadas.
A la mañana siguiente la pareja descubre que, bajo los efectos del alcohol, se han casado ante un juez de paz. Miriam se ofrece para deshacer el matrimonio, pero Geoffrey decide que deben darse una oportunidad como pareja. Se establecen en un apartamento de un barrio de clase baja y, mientras que Geoff empieza a trabajar satisfactoriamente por cuenta propia, Miriam intenta refinarse y mejorar su educación con ayuda de la Sra. Martin (Alison Skipworth), su casera y antigua corista.
Con Miriam ayudándole a controlar el alcohol, Geoff consigue mantenerse sobrio y el matrimonio se conserva sólido hasta que la voluble Valentine decide que le quiere otra vez. Miriam se enfrenta a la mujer en un restaurante, la discusión trasciende y aparece en el periódico. Miriam deja a Geoff que, dándose cuenta de que realmente la ama, confiesa a Valentine que no tienen futuro juntos, va en busca de su esposa y le coloca un anillo de compromiso como señal de su matrimonio.

## Reparto
- Bette Davis como Miriam Brady
- Ian Hunter como Geoffrey Sherwood
- Katharine Alexander como Valentine French
- Colin Clive como John Marland
- John Eldredge como Hugh Brown
- Phillip Reed como Tony Hewlett
- Alison Skipworth como la Sra. Martin

## Crítica
Variety escribió que la película "está diseñada a partir de un patrón cuyos giros y vueltas hasta el fanático más tonto puede anticipar fácilmente... La narrativa está repleta de secuencias inverosímiles y la trama... a menudo se mete en callejones sin salida. Davis hace que estos defectos no se noten demasiado".